# Kronskark
Kronskark (auch Wanna 10 genannt) ist eine Megalithanlage im Wald "Am hohen Kopf" in der Gemarkung Ahlen-Falkenberg bei Wanna im Landkreis Cuxhaven im Elbe-Weser-Dreieck. Der Name lässt sich aus dem Niederdeutschen als "Kranichskirche" übersetzen, wurde aber auch mit der Pseudogottheit Krodo in Verbindung gebracht.

## Beschreibung
Zwei Endsteine und je vier seitliche Tragsteine zeigen die einstigen Ausmaße dieser stark gestörten Kammer von 6 m × 1,8 Meter an. Von den drei Decksteinen, die sich im Westteil der Kammer befinden, sind zwei, die fast vertikal stehen, in die Kammer gestürzt. Eine Lücke in der Kammerwand der Südseite zeigt eventuell die Lage des alten Zugangs des Ganggrabes an. 
Durch den Pastor Johann Justus Plate aus Wanna konnte im Jahre 1748 die vollständige Zerstörung der Anlage verhindert werden. Aus dem Jahr 1907 existiert eine Zeichnung des Grabes von Otto Kaule (1870–1948). In der Umgebung liegen weitere Steindenkmäler. Eine zerstörte Steinkammer wurde 1963 wenig südlich der Kronskark untersucht, da sie durch Sandabbau gefährdet war. Aus ihren Steinen wurde auf dem Hof der Grundschule in Wanna die Rekonstruktion eines Steingrabes erbaut.